# Federal Way
Federal Way és una població dels Estats Units a l'estat de Washington. Segons el cens del July 1, 2009 tenia 85.929 habitants.

## Demografia
Segons el cens del 2000, Federal Way tenia 83.259 habitants, 31.437 habitatges, i 21.251 famílies. La densitat de població era de 1.528,6 habitants per km².
Dels 31.437 habitatges en un 37% hi vivien nens de menys de 18 anys, en un 50,6% hi vivien parelles casades, en un 12,2% dones solteres, i en un 32,4% no eren unitats familiars. En el 24,6% dels habitatges hi vivien persones soles el 5,4% de les quals corresponia a persones de 65 anys o més que vivien soles. El nombre mitjà de persones vivint en cada habitatge era de 2,63 i el nombre mitjà de persones que vivien en cada família era de 3,17.
Per edats la població es repartia de la següent manera: un 28,2% tenia menys de 18 anys, un 9,9% entre 18 i 24, un 33,1% entre 25 i 44, un 21,1% de 45 a 60 i un 7,6% 65 anys o més.
L'edat mediana era de 32 anys. Per cada 100 dones de 18 o més anys hi havia 93,6 homes.
La renda mediana per habitatge era de 49.278 $ i la renda mediana per família de 55.833 $. Els homes tenien una renda mediana de 41.504 $ mentre que les dones 30.448 $. La renda per capita de la població era de 22.451 $. Aproximadament el 6,9% de les famílies i el 9,3% de la població estaven per davall del llindar de pobresa.

## Poblacions més properes
El següent diagrama mostra les poblacions més properes.